# كارتر كروز
كارتر كروز (بالإنجليزية: Carter Cruise)‏ من مواليد 24 أبريل 1991 هي مغنية ومنتجة موسيقية أمريكية وممثلة وممثلة إباحية سابقة.

## وصلات خارجية
- كارتر كروز على موقع IMDb (الإنجليزية)
- كارتر كروز على موقع ميوزك برينز (الإنجليزية)
- كارتر كروز على موقع قاعدة بيانات الفيلم (الإنجليزية)
- كارتر كروز على موقع ليتربوكسد (الإنجليزية)
- كارتر كروز على موقع كينوبويسك (الروسية)